# Broker informacji
Broker informacji (także z ang. information broker, knowledge broker, researcher, information professional) – profesja związana ze zleconym wyszukiwaniem i udostępnianiem informacji.
Broker informacji (researcher) zajmuje się pozyskiwaniem, oceną, analizą i dostarczaniem różnego typu informacji na zlecenie.

## Definicja
Broker informacji (researcher) jest zawodem o charakterze usługowym, polegającym na wyszukiwaniu, analizie i udostępnianiu informacji na zlecenie. Pełni on rolę pośrednika pomiędzy poszukującymi informacji a zasobami informacyjnymi (media, biblioteki, zasoby internetowe itp.). Dostarczone przez brokera informacje muszą odnosić się do przedmiotu zlecenia i cechować się wysoką jakością, popartą wiarygodnymi oraz odpowiednimi źródłami. Broker informacji (researcher) dysponuje wiedzą z zakresu sposobów pozyskiwania informacji oraz oceny jej wartości. W swojej pracy kieruje się zasadami etyki zawodowej i korzysta jedynie z legalnych źródeł informacji. W tej profesji występować może specjalizacja w zależności od rodzaju dostarczanej informacji, np. broker informacji biznesowej lub informacji prawniczej. Wymiennie do nazwy broker informacji stosowany jest termin infobroker. Brokerzy informacji coraz częściej pracują w różnego rodzaju instytucjach, fundacjach, stowarzyszeniach i prywatnych przedsiębiorstwach, gdzie informacja odgrywa ważną rolę, mimo że firmy te nie są określone jako infobrokerskie. Informacje dostarczane przez brokera informacji są wykorzystywane bezpośrednio przez zamawiającego lub mogą być poddawane dalszemu opracowaniu. Efekty pracy przedstawiane są w formie raportów, baz danych lub innych opracowań infobrokerskich.
Broker informacji to osoba, która za opłatą wyszukuje i udostępnia informacje. Jego zadaniem jest wyszukiwanie (nie tylko w Internecie) najistotniejszych informacji według ściśle określonego kryterium. Broker pomaga także w zdobywaniu i ocenie informacji. Infobroker jest pośrednikiem między zasobami informacji a ludźmi i instytucjami, które ich potrzebują. Służy pomocą w fachowym wyszukiwaniu informacji, wzbogaconym o analizę i opracowanie.
Stąd podstawowe zadania brokera informacji, to:
- pozyskiwanie informacji,
- organizowanie informacji,
- szkolenia w zakresie poszukiwania i organizowania informacji,
- wyszukiwanie informacji istotnych do zapytania,
- dobieranie metody realizacji zlecenia (rozpoznawanie potrzeb informacyjnych, budowanie strategii wyszukiwania i dobierania źródeł),
- ocenianie jakości źródeł informacji i selekcja informacji,
- analizowanie źródeł z zastosowaniem metodologii dziedzinowych,
- tworzenie raportów, baz danych i innych opracowań infobrokerskich,
- monitorowanie źródeł informacji i aktualizacja zasobów informacyjnych,
- przestrzeganie obowiązujących procedur, przepisów, norm oraz zasad poufności informacji.

Podstawowymi atutami brokera informacji są metody opracowania i stosowania strategii wyszukiwawczych, trafność doboru źródeł informacji i umiejętność oceny tych źródeł oraz wiedza dotycząca miejsc, gdzie informację można znaleźć.
Infobroker musi gwarantować, że udzielona przez niego informacja jest nie tylko relewantna do zapytania, ale także wysokiej jakości – udzielając informacji niejako ją akredytuje, firmuje swoim nazwiskiem, na zasadzie podobnej jak notariusz czy autor książki, względnie jak broker giełdowy. Ma to o tyle istotne znaczenie, że na podstawie dostarczonych przez brokera informacji nierzadko podejmowane są kluczowe decyzje, stąd dostarczenie informacji z jakichś powodów niewłaściwej, naraża klienta na straty, również finansowe.

## Stowarzyszenia
Brokerzy informacji skupiają się kilku w stowarzyszeniach. Najważniejszym z nich jest powstała w 1987 organizacja The Associacion of Independent Information Professionals (AIIP). W 1987 profesor bibliotekoznawstwa i nauki o informacji na Uniwersytecie Wisconsin (USA) oraz właściciel firmy infobokerskiej Information Express, Marilyn Levine doszedł do wniosku, że istnieje potrzeba zorganizowania stowarzyszenia skupiającego brokerów informacji. Organizacja miała pierwotnie 26 członków – firm z całego świata, profesjonalnie zajmujących się poszukiwaniem i dostarczaniem wszelakich informacji. Głównymi zadaniami AIIP były i nadal są:
- zwiększanie świadomości i wiedzy na temat zawodu infobrokera,
- stworzenie i wprowadzenie w życie etycznych standardów prowadzenia tego typu działalności,
- zachęcenie niezależnych infobrokerów do prowadzenia dyskusji na wspólne tematy,
- promowanie wymiany informacji pomiędzy infobrokerami i innymi organizacjami,
- informowanie społeczeństwa o istnieniu i sposobach działania brokerów informacji.

Obecnie AIIP skupia około 700 członków na całym świecie. Stowarzyszenie każdego kwartału publikuje własny biuletyn informacyjny, organizuje także coroczne spotkania członków AIIP, prowadzi elektroniczne dyskusje na tematy związane z poszukiwaniem informacji. Prowadzone są także szkolenia podczas targów i wystaw, gdzie najbardziej doświadczeni specjaliści dzielą się swoją wiedzą. W USA stowarzyszenie jest traktowane jako reprezentant profesji związanej z informacją i dlatego blisko współpracuje z producentami baz danych i innymi dostarczycielami źródeł informacji w celu usprawnienia i ułatwienia pracy jej członków.
Europejscy infobrokerzy mieli swoje, już nieistniejące, stowarzyszenie – The European Information Researchers Network (EIRENE), liczące około 65 firm. Special Librares Association (SLA) – to stowarzyszenie bibliotekarzy i specjalistów informacji z siedemdziesięciu krajów. American Society for Information Science and Technology (ASIS) skupia specjalistów informacji profesjonalnej, poszukuje nowych teorii, technik i technologii zdobywania informacji. Society of Competitive Information Professionals (SCIP) jest organizacją specjalistów zajmujących się profesjonalnie zbieraniem informacji o konkurencji (wywiad gospodarczy). 
W 2015 w Polsce zostało zarejestrowane Stowarzyszenie Profesjonalistów Informacji skupiające i integrujące środowisko infobrokerów i przedstawicieli innych zawodów związanych z informacją, zarządzaniem nią i analizą. SPI organizuje coroczne spotkania Brokerów Informacji w ramach Warsztatu Pracy Infobrokera.

## Historia
Zawód ten – profesjonalnego pośrednika w wyszukiwaniu i ocenie informacji – zaczął kształtować się w latach sześćdziesiątych XX wieku, powstał w wyniku specjalizacji bibliotekoznawstwa i rozwoju technik przesyłu i transmisji informacji. Usługi tego typu najbardziej popularne są w Stanach Zjednoczonych i w Niemczech, ale w wielu innych krajach infobrokerzy również znajdują klientów. W Stanach Zjednoczonych zawód brokera informacji pojawił się, kiedy w bibliotekach na dobre zagościły kopiarki i komputery. Łatwość dostarczania poszukiwanych materiałów stała się źródłem zmiany sposobu myślenia o charakterze działalności informacyjnej. Bibliotekarze zdali sobie sprawę, że prowadzona przez nich działalność informacyjna może mieć duże znaczenie dla biznesu, a także, że działalność ta może zmienić swą naturę na działalność komercyjną. Biblioteki z natury nie pobierają opłat za pomoc w poszukiwaniu informacji, dlatego oczywistym stało się, że infobroker powinien działać jako niezależny podmiot gospodarczy. Po kilku latach niezależni brokerzy informacji zaczęli odczuwać potrzebę wymiany doświadczeń i integracji. W 1987 roku 26 podmiotów ze Stanów Zjednoczonych, Europy i Ameryki Południowej powołało do życia organizację The Association of Independent Information Professionals, która rozpoczęła działania na rzecz konsolidacji środowiska oraz ustalania standardów działania. W tamtym czasie powstały pierwsze firmy infobrokerskie takie jak Rice University’s Regional.